# 薩弗倫沃爾登 (英國國會選區)
薩弗倫沃爾登（英語：Saffron Walden），英國國會一郡選區，包括英格蘭東部埃塞克斯郡阿特爾斯福德全部和布倫特里區北部。始設於1885年。
本區自1922年起一直支持保守黨，此前則多支持自由黨。現任議員為凱米·巴德諾赫為該選區第一位女議員。